# Maria Jadwiga Reutt
Maria Jadwiga Reutt (Reuttówna) (ur. 1863 w Derenowiczach, pow. rzeczycki, zm. 15 stycznia 1942 w Wilnie) – polska pisarka dla młodzieży, pedagog, działaczka oświatowa.

## Życiorys
Była córką Antoniego i Anieli z Ipohorskich-Lenkiewiczów. Wykształcenie uzyskała w domu oraz w seminarium nauczycielskim. Od śmierci matki mieszkała w Wilnie, a od 1894 w Warszawie, pracując w firmie księgarskiej oraz uczestnicząc w organizowaniu tajnej oświaty. W 1905 roku została aresztowana i przez trzy miesiące przebywała w więzieniu w Piotrkowie. Następnie przeprowadziła się do Kowna (1906), gdzie działała w organizacjach feministycznych, oraz w tym samym roku do Lwowa, gdzie m.in. rozpoczęła działalność publicystyczną. W czasie I wojny światowej organizowała szkolnictwo wiejskie, a po odzyskaniu przez Polskę niepodległości pracowała w Lubartowie. W 1919 roku przeprowadziła się ponownie do Wilna.
W Wilnie działała w Zarządzie Polskiej Macierzy Szkolnej Ziem Wschodnich. Napisała wiele reportaży, artykułów, opowiadań i powieści, utworów scenicznych dla dzieci i młodzieży. Publikowała także utwory sensacyjne dla dorosłych, nierzadko pod pseudonimami: M.R., R.M., J. Bogusz, Jan Wirzos, Jerzy Surwint, Maria z Polesia.
Zmarła w Wilnie. Pochowana na cmentarzu Bernardyńskim.

## Ordery i odznaczenia
- Srebrny Krzyż Zasługi (16 listopada 1927)[2]

## Publikacje
- Zza kraty, 1908
- Dziennik szwaczki, 1909
- O ptaszkach, kotkach i innych zwierzątkach, B.Połoniecki, Lwów; E.Wende i Ska, Warszawa 1912
- Z dziejów pogańskiej Litwy, E.Wende i Ska, Warszawa; H.Altenberg, G.Seyfarth, E.Wende i Ska Lwów 1913
- Królewna, Wydawnictwo Polskie, Lwów, 1919
- Dziecko polskie w latach niewoli i walk (garść wspomnień) (zebrała i ułożyła ), Sekcja Oświecenia Publicznego Z.C.Z.W., Wilno 1920
- Dla mojego Tatusia. Dzienniczek Danusi, Księgarnia Stowarzyszenia Nauczycielstwa Polskiego M.Arct, Warszawa-Poznań-Łódź-Lwów 1922
- Trzeci Maj, Księgarnia J. Zawadzkiego, Wilno 1922
- Cudowny doktor, Księgarnia J. Zawadzkiego, Wilno 1923
- Klub gałganiarek wileńskich, Spółka Księgarsko-Wydawnicza, Wilno 1923
- Rabuś, Księgarnia J. Zawadzkiego, Wilno 1923
- Trzewiczek Królowej, Księgarnia J. Zawadzkiego, Wilno 1923
- Życie za wolność, Wydawnictwo Polskie, Poznań 1923
- Jak Bolko został rycerzem, Księgarnia J. Zawadzkiego, Wilno 1925
- Wyzwolenie Wilna, Księgarnia J. Zawadzkiego, Wilno 1925
- W cygańskim obozie, Księgarnia i Drukarnia św. Wojciecha, Poznań-Warszawa 1926
- Janek i Jagusia, Księgarnia J. Zawadzkiego, Wilno 1927
- Laluś Panienka, Księgarnia Polska, Warszawa 1928
- Oto dzień chwały!, Zjednoczenie Młodzieży Polskiej, Poznań 1928
- Strzał o północy, Księgarnia Ludwika Fiszera, Łódź-Katowice 1929
- Król Chłopków, Księgarnia J. Zawadzkiego, Wilno 1930
- Męczennica na tronie Piastowskim, Instytut Wydawniczy „Renaissance”, Warszawa-Poznań-Kraków-Lwów-Stanisławów 1930
- Triumf miłości, Instytut Wydawniczy „Renaissance”, Warszawa-Poznań-Kraków-Lwów-Stanisławów 1930
- Wicek-Niecnota, Księgarnia J. Zawadzkiego, Wilno 1930
- Napad bandytów czyli Tym razem jeszcze mu uszło na sucho, 1931
- Legendy o Świętych, Księgarnia i Drukarnia Katolicka Sp. Akc., Katowice 1932
- Rok Zosi, 1932
- Spłacony dług wdzięczności, Księgarnia Ludwika Fiszera, Łódź-Katowice 1932
- Księżniczka Jose, Księgarnia i Drukarnia Katolicka Sp. Akc., Katowice 1933
- Cudowny doktor, Księgarnia J. Zawadzkiego, Wilno 1934
- Król migdałowy, Księgarnia J. Zawadzkiego, Wilno 1934
- Maryjka, 1934
- Święty Mikołaj, Księgarnia J. Zawadzkiego, Wilno 1934
- Wódz Cz.I-W starym dworze, Księgarnia J. Zawadzkiego, Wilno 1935
- Wódz Cz.II-Szkolne czasy, Księgarnia J. Zawadzkiego, Wilno 1935
- Wódz" Cz.III-Na placówce, Księgarnia J. Zawadzkiego, Wilno 1935
- Co zazdrość może, Zakłady Wydawnicze Alfreda Ksyckiego, Żnin 1938
- Niezwykły testament, Zakłady Wydawnicze Alfreda Ksyckiego, Żnin 1938
- Zemsta Cyganki, Zakłady Wydawnicze Alfreda Ksyckiego, Żnin 1938
- Jasiek: Powieść o polskim harcerzu, 1940

Źródło.